# Lissoteles aquilonius
Lissoteles aquilonius är en tvåvingeart som beskrevs av Martin 1961. Lissoteles aquilonius ingår i släktet Lissoteles och familjen rovflugor. Inga underarter finns listade i Catalogue of Life.